# Gastrophanella cavernicola
Gastrophanella cavernicola är en svampdjursart som beskrevs av Muricy och Minervino 2000. Gastrophanella cavernicola ingår i släktet Gastrophanella och familjen Siphonidiidae.
Artens utbredningsområde är havet utanför Brasilien. Inga underarter finns listade i Catalogue of Life.